# Bitka kod Nauloha
Bitka kod Nauloha pomorska je bitka između flote Augusta, rimskog trijumvira, kojom je zapovijedao Marko Vipsanije Agripa, te flote Seksta Pompeja. Održala se 3. rujna 36. pr. Kr. pokraj mjesta Nauloha na sjeveru Sicilije.
Agripa je pobijedio i uništio većinu flote Seksta Pompeja koji je nakon bitke pobjegao u Malu Aziju gdje ga je Marko Antonije uhvatio i bez suđenja dao smaknuti.